# Theodor Pfeiffer (Musiker, 1875)
Theodor Pfeiffer (* 3. Juli 1875 in Lövenich; † 29. Dezember 1936 in Aachen) war ein deutscher Komponist, Dirigent, Organist, Chorleiter und Musikpädagoge.

## Leben
Geprägt durch seine Lehrer Franz Nekes und Michael Haller orientiert sich sein Kompositionsstil am „Cäcilianismus“.
Er war von 1927 bis 1936 Lehrer für Harmonie und Komposition an der katholischen Kirchenmusikschule „Gregoriushaus“ in Aachen.
Die meisten Kompositionen seines umfangreichen Oeuvres sind im Verlag L. Schwann in Düsseldorf verlegt worden. Durch die nahezu vollständige Zerstörung der Verlagsgebäude 1945 sind seine Werke weitestgehend unbekannt geblieben oder in Vergessenheit geraten. Ein Großteil der Werke befindet sich heute in der Staatsbibliothek Berlin sowie im Erzbischöflichen Archiv Köln.

## Auszeichnungen
Theodor Pfeiffer war Träger der päpstlichen Medaille „Pro Ecclesia et Pontifice“, die ihm 1926 „für hervorragende Leistungen im Dienste der Kirche“ verliehen wurde.

## Werke
- Messe Christus dem König op. 20 für gemischten Chor[3]